# Лаомедонт
Лаомедонт (на старогръцки: Λαομέδων, Laomedon) в древногръцката митология е вторият цар на Троя.
Син е на Ил и Евридика. Внук е на Трос и Калироя.
Лаомедонт е баща на Приам, Титон, Хесиона, Айтила и на Антигона. Той е убит от Херакъл.